# Walter Pringle
Walter Pringle (ur. 17 lipca 1869 w Hutt, zm. 24 lutego 1945 w Palmerston North) – nowozelandzki rugbysta, reprezentant kraju.
Na poziomie klubowym związany był z Petone Rugby Club, z którym zwyciężał w rozgrywkach w Wellington. W latach 1891–1899 grał w regionalnym zespole Wellington, w roku 1894 został natomiast wybrany do reprezentacji Wyspy Północnej.
Jako pierwszy przedstawiciel Petone Rugby Club został powołany do nowozelandzkiej reprezentacji w 1893 roku na serię jedenastu spotkań w Australii i zagrał w pięciu z nich.